# رابرت گوردون (بازیگر)
رابرت گوردون (انگلیسی: Robert Gordon؛ ۳ مارس ۱۸۹۵ – ۲۶ اکتبر ۱۹۷۱) هنرپیشه اهل ایالات متحده آمریکا بود.
از فیلم‌ها یا برنامه‌های تلویزیونی که وی در آن نقش داشته‌است می‌توان به نقش هاکلبری فین در تام سایر و گم‌شده اشاره کرد.